# 달서가족문화도서관
달서가족문화도서관은 대구광역시 달서구에 있는 공립 도서관이다.

## 연혁
- 2018년 4월 12일 개관.